# 回転木馬のデッド・ヒート
『回転木馬のデッド・ヒート』（かいてんもくばのデッド・ヒート）は、村上春樹の短編小説集。

## 概要
1985年10月、講談社より刊行された。表紙の絵は岡本滋夫。1988年10月に講談社文庫として文庫化、2004年10月に文庫本の改定版が出された。
講談社の文芸PR誌『IN★POCKET』の1983年10月号（創刊号）から1984年12月号まで隔月で連載されたものが元になっている。ただし、1984年8月号掲載の「BMWの窓ガラスの形をした純粋な意味での消耗についての考察」は本書には収録されなかった。「はじめに・回転木馬のデッド・ヒート」と「レーダーホーゼン」の2編は書き下ろしである。
『風の歌を聴け』で群像新人文学賞を取ったときの担当編集者が『群像』から『IN★POCKET』の編集に移った際に執筆の依頼を受け、連載が始まったという。
収録された9編の作品のうち、「レーダーホーゼン」、「嘔吐1979」、「ハンティング・ナイフ」の3編は英訳されている。現在それらは『The Elephant Vanishes』（クノップフ社、1993年）と『Blind Willow, Sleeping Woman』（クノップフ社、2006年）の2冊の短編小説集で読むことができる。

## 収録作品
|   | タイトル                           | 初出                      | 英訳                                                 |
| - | ---------------------------------- | ------------------------- | ---------------------------------------------------- |
| 1 | はじめに・回転木馬のデッド・ヒート | 書き下ろし                |                                                      |
| 2 | レーダーホーゼン                   | 書き下ろし                | Lederhosen (Granta. February, 1992)                  |
| 3 | タクシーに乗った男                 | 『IN★POCKET』1984年2月号  |                                                      |
| 4 | プールサイド                       | 『IN★POCKET』1983年10月号 |                                                      |
| 5 | 今は亡き王女のための               | 『IN★POCKET』1984年4月号  |                                                      |
| 6 | 嘔吐1979                           | 『IN★POCKET』1984年10月号 | Nausea 1979 (『Blind Willow, Sleeping Woman』, 2006) |
| 7 | 雨やどり                           | 『IN★POCKET』1983年12月号 |                                                      |
| 8 | 野球場                             | 『IN★POCKET』1984年6月号  |                                                      |
| 9 | ハンティング・ナイフ               | 『IN★POCKET』1984年12月号 | Hunting Knife (The New Yorker. November 17, 2003)    |